# Comando Especial Anti-Terrorista
Специальное антитеррористическое подразделение командования специальных операций Сальвадора (исп. Comando Especial Anti-Terrorista) — подразделение специального назначения вооружённых сил Сальвадора.

## История
В 1985 году с помощью военных советников США в составе таможенной полиции Сальвадора было создано антитеррористическое спецподразделение CEAT, находившееся в прямом оперативном подчинении начальника генерального штаба вооружённых сил. Особенностью подготовки CEAT в условиях гражданской войны являлась специализация на обеспечении физической защиты VIP-персон, проведении операций по освобождению заложников и борьбе с «городскими партизанами».
В 1988 году таможенная полиция (в том числе, спецподразделение СЕАТ) была включена в состав сельской полиции.
После подписания в январе 1992 года мирных соглашений в Чапультепеке с привлечением наблюдателей ООН началась реформа вооружённых сил и полиции страны, в ходе которых их численность была сокращена. В 1992 году была создана «группа специальных операций» (Grupo de Fuerzas Especiales), в состав которой включили воздушно-десантный батальон и другие подразделения специального назначения (в том числе, СЕАТ). 1 февраля 1993 года началось создание единой «национальной гражданской полиции», в 1994 году «группа специальных операций» была реорганизована и переименована в «командование специальных операций» (Comando de Fuerzas Especiales).
В распоряжение отряда передали один транспортный вертолёт UH-1H ВВС Сальвадора.
В 1997 году основным оружием отряда являлись 9-мм пистолеты-пулемёты HK MP.5A3 и пистолеты Beretta M9, также на вооружении имелось несколько 7,62-мм снайперских винтовок Steyr SSG-69 и гладкоствольные ружья.

## Современное состояние
В период после окончания реформ 1992—1994 гг. СЕАТ представляет собой антитеррористическое спецподразделение, специализацией которого является выполнение антитеррористических и полицейских операций, а также охрана высших должностных лиц государства.
Личный состав подразделения вооружён автоматическим стрелковым оружием, повседневным обмундированием является униформа чёрного цвета либо пятнистый камуфляж, а также перчатки и армейские ботинки. Каждый военнослужащий обеспечен противогазом. Во время проведения специальных операций в качестве головного убора обычно используется закрывающая лицо маска-подшлемник чёрного цвета (при парадной форме одежды — тёмно-зелёный берет).